# Schede (Etikett)

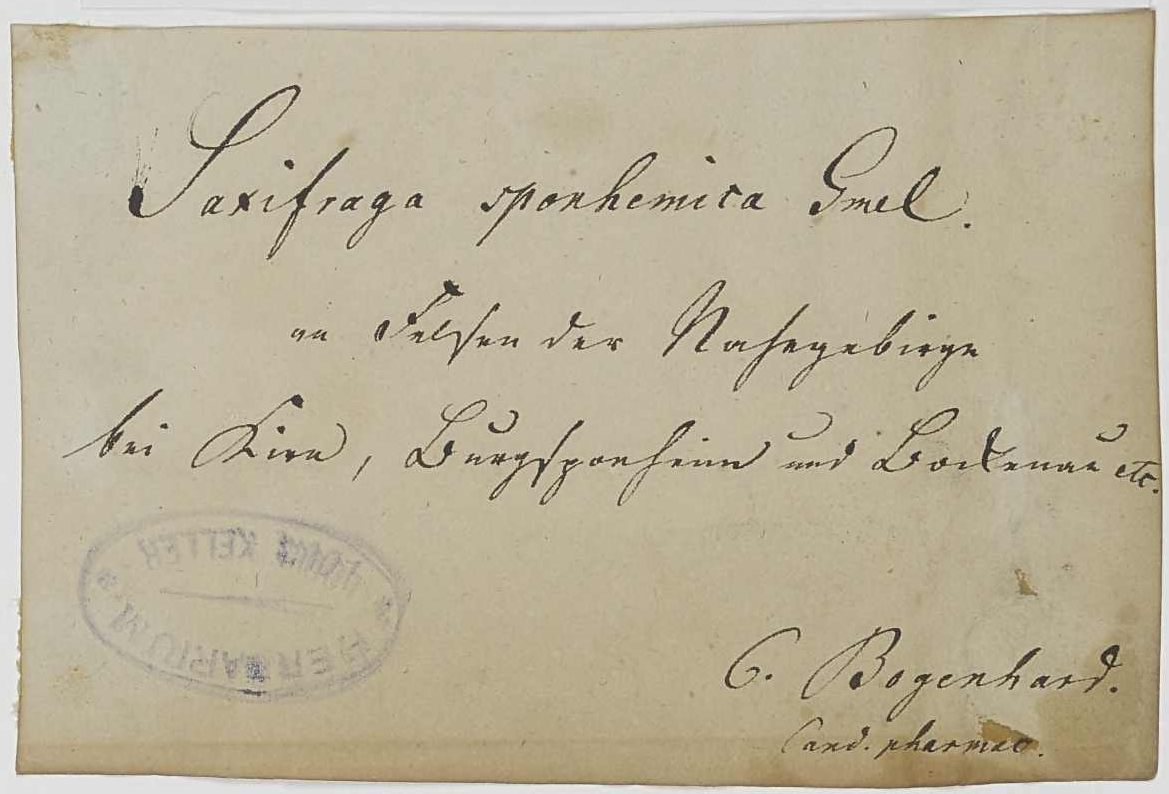
Handschriftliche Schede zu einem Herbarbeleg des Rheinischen Steinbrechs (Saxifraga sponhemica C.C.Gmel.), gesammelt um 1840 von Carl Friedrich Adolph Bogenhard, Herbarium Wien, W 1929-0006271

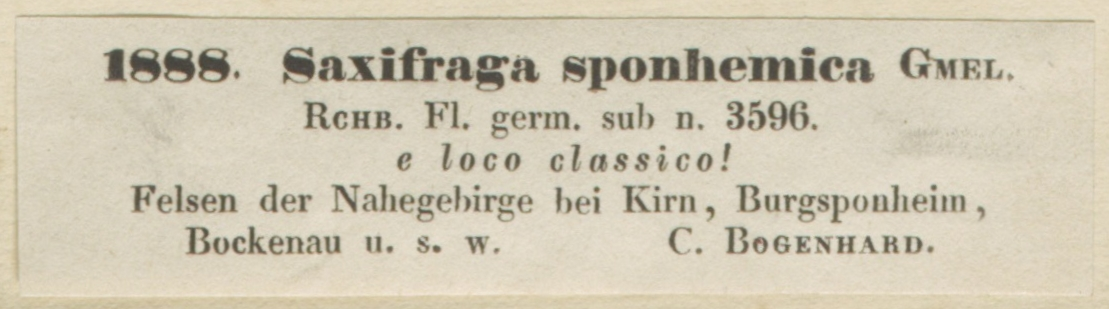
Gedruckte Schede zur gleichen Aufsammlung, Naturalis Biodiversity Center (Herbarium Leiden), L.1864170

Eine Schede (von lateinisch scheda für Papierstreifen, Zettel) ist ein kleinformatiges Stück Papier auf einem Herbarbogen, das alle wichtigen Informationen zur auf dem Bogen befindlichen Pflanze enthält.

## Begriff
Der Begriff Schede geht zurück auf das lateinische Scheda bzw. das griechische σχίδη, welches in der Grundbedeutung einen Streifen der Papyrusstaude bezeichnet, die zu mehreren rechtwinklig übereinander zu einem Bogen zusammengeleimt wurden. Später bezeichnet der Begriff allgemein ein Blatt Papier, etwa eines Buches oder Briefes. Als Scheda oder Schede wurden auch Stimmzettel bezeichnet.
In der Botanik wird Schede für die auf Herbarbögen befestigten Etiketten verwendet, sowohl für handschriftliche als auch für (historische) gedruckte. Moderne Etiketten, die unter Verwendung einer Schreibmaschine oder Datenverarbeitungsanlage gedruckt wurden, werden dagegen eher als Etikett oder neu als Label bezeichnet. Mitunter wird in der Begrifflichkeit zwischen handgeschriebenen Etiketten unterschieden, die man als Scheden im strengen Sinn bezeichnet, und gedruckten Etiketten unabhängig von der Epoche, die als Etikett bezeichnet werden.

## Zweck einer Schede
Eine Schede dient der dauerhaften Kennzeichnung einer präparierten, meist getrockneten und gepressten Pflanze in einem Herbarium. Idealerweise enthält sie Informationen zum Taxon (Name der Art, Unterart etc.), zum Fundort, zum Fundzeitpunkt und den Namen des Sammlers bzw. der Sammlerin.

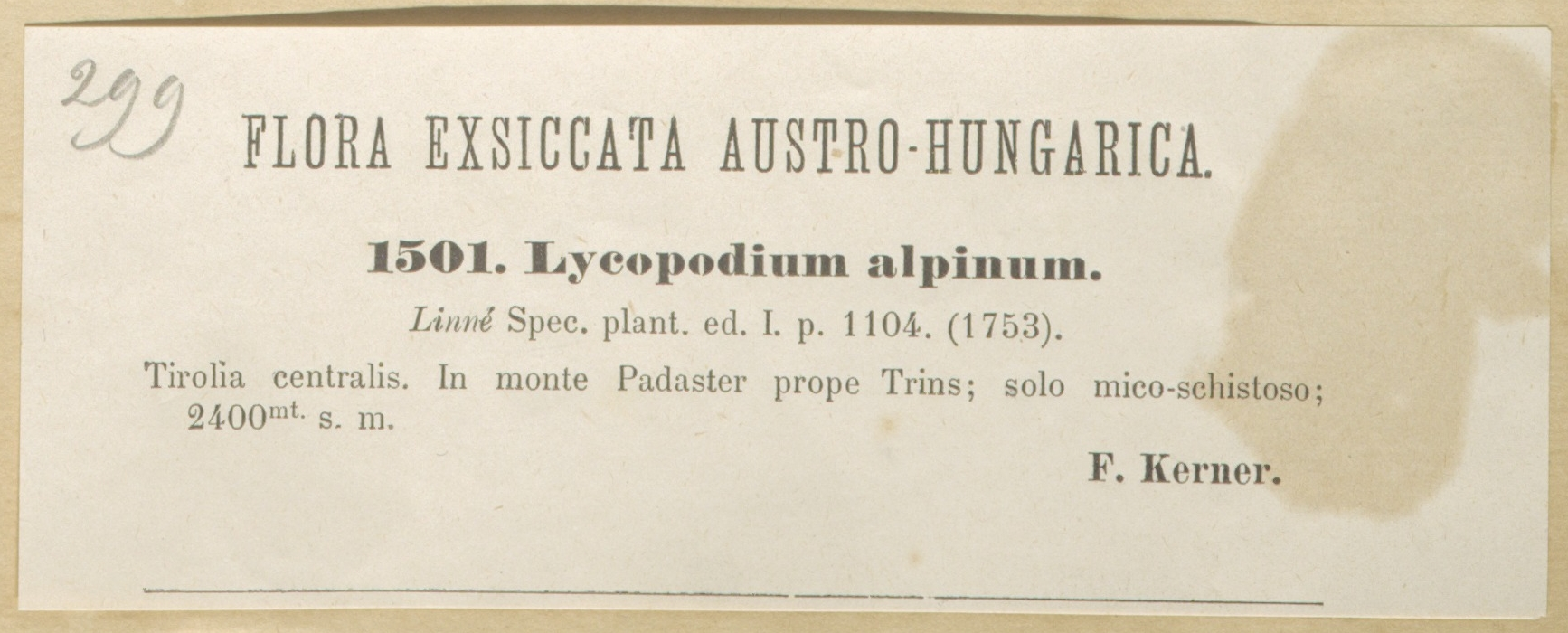
Gedruckte Schede aus der Flora exsiccata Austro-Hungarica, ed. A. Kerner von Marilaun, Herbarbeleg L.3472460

## Schedenwerke
Gedruckte Scheden gehören manchmal zu Exsiccatenwerken bzw. Exsiccatae und werden dann als eigenständige Hefte oder Bücher herausgegeben, um die Informationen über Fundorte und Sammler einem größeren Publikum zugänglich zu machen, als dies durch die Herbarbelege des Exsiccatenwerkes möglich gewesen wäre, welche meist in geringer Auflage (ca. 20 bis 100 Exemplare) herausgegeben wurden. Solche Ausgaben werden als Schedenwerk bezeichnet. Ein Beispiel hierfür ist das von Anton Kerner von Marilaun herausgegebene Schedenwerk Schedae ad Floram exsiccatam Austro-Hungaricam (zehn Bände, 1881–1913).

## Belege
1. ↑  Karl Ernst Georges: scheda. In: Ausführliches lateinisch-deutsches Handwörterbuch. 8., verbesserte und vermehrte Auflage. Band 2. Hahnsche Buchhandlung, Hannover 1918, Sp. 2524 (Digitalisat. zeno.org).
2. ↑  Christof Nikolaus Schröder: Katalog der auf Herbarbelegen gebräuchlichen Abkürzungen – Catalogus Abbreviationum in Schedis Herbariorum usitatorum. In: Kochia, 2019, 12, S. 37–67; doi:10.21248/kochia.v12.41.
3. ↑  Almut Uhl: Das Herbarium: Objekt und Zeugnis der Forschung. Betrachtungen zum Herbarium Erlangense und zu seinem Begründer Wilhelm Daniel Joseph Koch, S. 101. In: Ernst Seidl et al.: Zur Sache! Objektwissenschaftliche Ansätze der Sammlungsforschung. 2019, S. 100–109. doi:10.18452/21142
4. ↑  Schedae ad Floram exsiccatam Austro-Hungaricam … rjb.csic.es